# Ingo Spelly
Ingo Spelly (* 6. November 1966 in Lübben) ist ein ehemaliger deutscher Kanute.
Ingo Spelly begann bei der BSG Lokomotive Kirchmöser mit dem Kanurennsport. Von dort wurde er an die Kinder- und Jugendsportschule Potsdam delegiert und startete für den ASK Vorwärts Potsdam, ab 1990 für den SC Magdeburg. Er wurde von Helmut Senger und Jürgen Harpke trainiert. Spelly wurde 1981 Spartakiade-Sieger im Zweier-Canadier über 500 m und 1000 m, 1983 über beide Strecken im Einer-Canadier. Zwei Jahre später siegte er mit Ulrich Papke im Zweier bei den DDR-Meisterschaften; sie wurden anschließend Dritte über 1000 m, 1987 über 500 m bei der WM.
1986 und 1987 gewann er mit Papke bei den Weltmeisterschaften Bronze im Zweier. Bei den Olympischen Spielen 1988 in Seoul fuhr er im Zweier mit Olaf Heukrodt und gewann die Silbermedaille. Dafür wurde er mit dem Vaterländischen Verdienstorden in Silber ausgezeichnet. Die Weltmeisterschaften 1990 und 1991 beendete er wieder mit Papke mit zwei Gold- und eine Silbermedaille. Bei den Olympischen Sommerspielen 1992 in Barcelona trat er wieder mit Papke an. Über 1000 m gewann das Duo Gold, über 500 m Silber. 1993 gewannen sie mit Bronze ihre letzte WM-Medaille. 1995 wurden sie letztmals Deutsche Meister über 1000 m.
Für seine sportlichen Erfolge wurde er zusammen mit Ulrich Papke am 23. Juni 1993 mit dem Silbernen Lorbeerblatt ausgezeichnet.
Bis zur Wende 1989 war Spelly Sportsoldat (Feldwebel) bei der NVA, anschließend wurde er Fitnesstrainer im art'otel in Potsdam. Seit 2002 ist Spelly Berufsschullehrer an der Beruflichen Schule „Theodor Hoppe“ im Oberlinhaus Potsdam.